# 科達齊
科達齊是哥倫比亞的城鎮，位於該國北部，由塞薩爾省負責管轄，距離巴耶杜帕爾45公里，始建於1784年，面積1,740平方公里，海拔高度131米，2005年人口65,300。

## 外部連結
- （西班牙文） uniandes.edu.co
- （西班牙文） Codazzi official website Archive.today的存檔，存档日期2012-11-29

10°2′N 73°14′W / 10.033°N 73.233°W